# Будівельник (баскетбольний клуб)
Будіве́льник — український баскетбольний клуб з міста Київ, нині виступає в баскетбольній Суперлізі. Команду було створено 1945 року, це найстаріша баскетбольна команда в Україні. Найтитулованіший баскетбольний клуб Суперліги, вони одинадцять разів ставали чемпіонами національної ліги, і ще п'ять разів завойовували Кубок України. Найбільше досягнення в єврокубках — 1/2 фіналу Єврокубку в сезоні 2012/13.
До повномасштабного вторгнення свої виступи в центральних поєдинках ліги та в євротурнірах команда проводила на арені Палацу Спорту, який може вмістити 7,000 глядачів. В сезоні 2023/24 команда виступатиме в залі GymmaxxArena.
В 2024 році через фінансові труднощі клуб знявся зі всіх змагань, продовжуючи до цього моменту тримати звання "найсильнішого клубу України".

## Історія

### Колишні назви
- «СКІФ»  — 1945—1962
- «Строітєль»  — 1962—1989
- «Будівельник»  з 1989 року

### Перші роки, перші трофеї
1945 року в Києві на базі Інституту фізкультури була створена команда СКІФ під орудою Володимира Шаблінського. Протягом 13 років команда, що збирала свій склад переважно зі студентів, виступала в категорії «Б» чемпіонату СРСР, піднявшись в елітний дивізіон у 1958 році, коли колектив виграв чемпіонат України. У 1962 році команда була взята під опіку тресту «Київміськбуд-4», й отримала сучасну назву «Будівельник». У тому ж році «будівели» вперше піднялися на п'єдестал союзної першості, вирвавши «бронзу» в боротьбі з тбіліським «Динамо» (до речі, володарем Кубку європейських чемпіонів того ж сезону). З того часу клуб практично не покидав першої трійки чемпіонату країни. У той час за «Будівельник» виступали такі майстри як Віталій Ковянов, Альберт Вальтін, Володимир Стремоухов, Микола Погуляй, Вадим Гладун, Леонід Поплавський, Юрій Виставкін, Анатолій Поливода, . Надалі гравці «Будівельника» регулярно викликалися в збірні СРСР.
1974 року, після чергових бронзових медалей, керівництво було змушене піти на серйозну кадрову реформу, й змінити багаторічного головного тренера команди Володимира Шаблінського на Олександра Клименка. Ще за три роки на чолі команди став її колишній гравець Вадим Гладун, котрому в поміч був відряджений Володимир Шаблінський. У тому ж сезоні новий головний тренер втретє привів клуб до срібних нагород.
У 1980-х «Будівельник» залишався найкращою українською командою Союзу. 3 листопада 1981 року команда дебютувала у міжнародних єврокубкових змаганнях у Кубку володарів кубків проти румунського «Динамо» з Бухареста. Цей період запам'ятався яскравим сузір'ям гравців, котре зібрав в Києві славнозвісний тренер Борис Вдовиченко. Під його керівництвом у «Будівельнику» діяла, мабуть, найкраща зв'язка центрових європейського баскетболу — Олександр Білостінний і Володимир Ткаченко. Поряд з ними грали Олександр Волков і Володимир Рижов, саме Вдовиченко запросив у команду Романа Рижика і Андрія Підковирова. До тріумфального сезону 1988/89 рр. «будівели» встигли ще тричі завоювати срібні і двічі бронзові медалі чемпіонатів СРСР,. Двічі поспіль (у 1981 і 1982 роках) шлях до чемпіонства киянам закривали московські «армійці». Траплялися і провали, як це сталося в сезоні 1987-88 (8-е місце). Це десятиріччя прикметне для «Будівельника» ще й дебютом на євроарені: 1982 року команда стартувала в Кубку Корача . Після цього кияни брали участь в єврокубках практично щорічно.

### «Золотий» сезон 1989 року
1987 року керівництво клубу запрошує на тренерський місток Віктора Боженара. Той сезон увінчався для команди черговим третім місцем у першості. Перед наступним чемпіонатом кияни значно підсилили свій склад: у команду з московського ЦСКА повернувся новоспечений олімпійський чемпіон Олександр Волков, з'явились центрові Долгов і Шевченко, форвард Левицький, захисник Євген Мурзін.
Чемпіонат СРСР у сезоні 1988/89 став «золотим» для «Будівельника». У фіналі союзної першості кияни зійшлися з грізним каунаським «Жальгірісом», в якому виблискували славнозвісні Рімантас Куртінайтіс та Арвідас Сабоніс. Перший поєдинок фінальної серії до двох перемог, що відбувся в Києві, окреслив перевагу української команди. Друга зустріч, цього разу на каунаському паркеті, до фінальної сирени тримала в напрузі трибуни. І саме цьому поєдинку довелося стати одним з найскандальніших в історії чемпіонатів СРСР. На останній секунді зустрічі, за рахунку 87:87, Олександр Волков наважився на неймовірний кидок майже з центру майданчика — водночас із фінальною сиреною м'яч залетів у кільце, практично ознаменувавши перше чемпіонство «Будівельника». Одначе по-іншому розсудили арбітри зустрічі, які не зарахували чистий кидок Волкова. У призначеному овертаймі литовці перемогли 98:93, що означало продовження «золотої серії». Одначе поданий головним тренером киян протест у Держкомспорт після довгих розслідувань, дискусій та суперечок все ж задовольнили, а «Будівельник» отримав заслужене «золото» .

### «Будівельник» у чемпіонатах України
Наступний видатний етап в історії «Будівельника» припав на початок 1990-х років, коли столична команда не знала собі рівних у нещодавно організованому баскетбольному чемпіонаті незалежної України. Вже 1991 року команда дебютувала в міжнародних єврокубкових змаганнях, представляючи незалежну державу, проти скромного румунського баскетбольного клубу з передмістя Бухаресту — Динамо Орадя. Тоді кияни здобули важливу історичну перемогу з просто розгромним рахунком 113:67. Однак гра могла навіть не початися, оскільки через проблеми з системою охолодження в Палаці спорту ФІБА могла заборонити проведення гри. Однак на допомогу прийшло керівництво педінституту, яке надало приміщення. З 1992 по 1997 роки київський клуб був справжнім гегемоном української першості, шість разів поспіль вигравши золоті нагороди. У цей час у складі команди грали такі відомі виконавці як Григорій Хижняк, Леонід Яйло, Олександр Лохманчук, Євген Мурзін, Віталій Потапенко, Ігор Харченко та інші.
Зломити найсильніший клуб України змогли тільки серйозні фінансові проблеми — відтік висококласних гравців зі збіднілого клубу моментально відобразився на його турнірній долі. Починаючи з 1998 року, коли, поступившись у фіналі чемпіонату одеській БІПА-Моді, «Будівельник» взяв «срібло», кияни більше не пробивались в фінали української першості, а іноді навіть не потрапляли до плей-оф. Кілька років клуб існував лише на ентузіазмі окремих гравців та тренерів (зокрема в цей важкий період з командою працював тренер Євген Мурзін, гравці Олександр Лохманчук, В'ячеслав Євстратенко, Леонід Стефанишин та ін.).
Ситуація змінилася в 2006 році, коли на допомогу знаменитому клубові прийшли комерційні структури, й президентом «Будівельника» став Богдан Гулямов. За його ініціативи, у сезоні 2008/09 команда взяла участь у єдиному розіграші чемпіонату Української баскетбольної Ліги. Цей сезон був ознаменований приходом у клуб нової команди менеджерів і відомого литовського спеціаліста Рімантаса Грігаса. Після цих призначень, створивши вдалий симбіоз добротних українських та іноземних гравців, «Будівельник» знову заслужив статус одного з найсильніших клубів країни. У сезоні 2008/09 кияни виграли Кубок УБЛ, ставши другою командою Ліги. З сезону 2009/10 «Будівельник» виступає в об'єднаній українській Суперлізі. У тому сезоні клуб виграв регулярний чемпіонат Суперліги і вийшов до фіналу першості, у вирішальній серії поступившись 2:3 «Азовмашу». А вже за рік, залучивши на тренерський місток іспанського спеціаліста Хосе Марія Беррокаля, «Будівельник» виграв перше з 1997 року національне «золото» — у фінальній серії до 4 перемог з рахунком 4:3 був подоланий БК «Донецьк», що мав перевагу власного майданчика. В тому ж сезоні «будівели» стали першою українською командою, що пробилася до чвертьфіналу Єврокубку УЛЄБ.
Цей результат був перевершений за два роки. Після зміни тренера і невдалого виступу у сезоні 2011/12, з чемпіонського складу зразка 2011 року в «Будівельнику» залишився лише центровий Михайло Анісімов. Натомість влітку 2012 під оруду латиського тренера Айнарса Багатскіса були запрошені досвідчені форварди Артур Дроздов і Дайнюс Шаленга. Разом з досить молодим легіонерським складом кияни спромоглися дістатися півфіналу Єврокубку, у першому раунді плей-офф вибивши «Спартак» (Санкт-Петербург), що вважався фаворитом турніру. В півфіналі український був зупинений іспанським «Більбао». Одночасно в Суперлізі «Будівельник» упевнено виграв регулярний чемпіонат і, у фінальній серії здолавши «Азовмаш» з рахунком 4:3, завоював восьме звання чемпіона України.
Сезон 2013/14 також вийшов для команди успішним. У далеко не найсприятливіших умовах (команда Багатскіса змушена була грати домашні матчі стадії 1/16 і чвертьфіналу в литовському Каунасі), кияни добилися виходу в чвертьфінал Єврокубка в Белграді, де після запеклої боротьби столична команда поступилась правом грати в півфіналі сербській «Црвені Звезді». Проте на внутрішній арені «Будівельнику» знову не було рівних. У лютому 2014 «будівельники», обігравши «Донецьк» вчетверте у своїй історії виграли національний Кубок, а в травні тріумфували вже в чемпіонаті України, здобувши свій дев'ятий титул в чотириматчевій фінальній серії проти «Хіміка». Даріуш Лавринович став найціннішим гравцем Суперліги 2013/14, а захисник команди Яніс Стрелніекс був визнаний кращим захисником чемпіонату.
8 липня 2014 року новим головним тренером команди призначений український фахівець Віталій Черній. 10 вересня стало відомо, що до складу команди приєдналися Олександр Липовий і Дмитро Забірченко. Згодом, на предсезонних зборах команда представила нову форму, виконану у камуфльованому стилі. Свій перший виступи в ній київська команда провела в Клайпеді проти російської команди «Хімки», яким українці поступилися з рахунком 77:102. 9 березня 2015 року команда вдруге у своїй історії стає володарем Кубка України, здолавши у фіналі «БК Дніпро». За підсумками сезону 2014/15 команда посіла третє залікове місце, поступившись «Дніпру» у півфіналі. Чемпіоном став «Хімік». 5 червня 2015 року було Віталій Черній повідомив, що наразі контракт з Будівельником розірвано.
На сезон 2018—2019 БК «Будівельник» Федерація баскетболу не допустила з причини наявності боргів перед гравцями клубу.
7 липня 2022 року тренер Ігорс Міглініекс повідомив, що припинив співпрацю з клубом.

## Власники та фінанси
З 2006 року президентом клубу є Богдан Гулямов, один з членів групи Приват. У зв'язку з початком бойових дій на сході України і від'їзду майже всіх легіонерів і значної частини українських гравців з української Суперліги, вливання в сезоні 2014/15 та 2015/16 суттєво зменшилися.
Після сезону Суперліги 2017/18 фінансування клубу було цілком припинено, і на «Будівельник» накладені санкції з боку ФІБА-Європа у зв'язку зі значною заборгованістю перед колишніми гравцями.

## Вболівальники
Фанатський рух столичного Будівельника зародився в середині 1990-х років, коли команда ще виступала в спорткомплексі НТУУ-КПІ. Тоді на фан-секторі збиралось від 20 до 50 людей. Багато хто з тодішних фанатів відвідував і матчі футбольного "Динамо" і хокейного "Сокола". Угрупування називало себе Budivelnyk Extrafans.
У кінці 1990-х разом з невдачами клубу рух занепав, хоча хлопці продовжували бути активними як вдома, так і на виїздах. Остаточно він зник в середині 2000-х. Утім, в 2007 році завдяки "свіжій крові" фан-рух "Будівельника" відновився і почав розвиватися з новою якістю - великою банерною лінією, перфомансами. 
Найпалкіші прихильники баскетбольного клубу збираються на 6-му секторі в Палаці спорту. На цьому секторі фанати завжди підтримують команду стоячи. Абсолютна більшість прихильників дотримується правих політичних поглядів.
Фанати «Будівельника» підтримують дружні стосунки з уболівальниками «Дніпра». Головне протистояння на внутрішній арені — з «БК Київ» (Київське баскетбольне дербі) та «БК Донецьком». На міжнародній арені головним суперником є московське «ЦСКА».

## Відомі гравці
| - Володимир Ткаченко - Микола Баглей - Олександр Білостінний - Олександр Волков - Анатолій Паливода - Сергій Коваленко - Альберт Вальтін - Вадим Гладун - Олександр Лохманчук - Олександр Сальников - Станіслав Медведенко - Роман Рижик - Микола Погуляй - Юрій Виставкін - Леонід Поплавський - Андрій Підковиров - Євген Мурзін | - Віталій Потапенко - Леонід Яйло - Григорій Хижняк - Олександр Неруш - Станіслав Медведенко - Олександр Липовий - Віктор Кобзистий | - Масео Бастон - Малькольм Делані - Халід Ель-Амін - Лео Лайонс - Джек МакКлінтон - Дерик Зіммерман - Луїс Флорес - Ендрю Беттс - Томас Делінінкайтіс - Даріуш Лавринович |

## Досягнення

### Україна
- Чемпіон України 11 (рекорд): 1992, 1993, 1994, 1995, 1996, 1997, 2011, 2013, 2014, 2017, 2023
- Срібний призер чемпіонату України: 1998, 2009 (УБЛ), 2010
- Бронзовий призер чемпіонату України: 1999, 2015

- Кубок України: 1996, 2012, 2014, 2015, 2021
- Кубок УБЛ: 2009

### СРСР
- Чемпіон СРСР: 1989
- Срібний призер чемпіонату СРСР: 1965, 1966, 1977, 1979, 1980, 1981, 1982
- Бронзовий призер чемпіонату СРСР: 1962, 1964, 1970, 1974, 1983, 1984, 1988, 1990

- Фіналіст Кубка СРСР:1969, 1972

### Росія
- Учасник Єдиної ліги ВТБ сезонів 2011/2012, 2012/2013, 2013/2014.

## Сезони
| Сезон     | Ліга      | Місце | Кубок                     | Виступи в Європі                         |
| --------- | --------- | ----- | ------------------------- | ---------------------------------------- |
| 1992      | Суперліга | 1     |                           |                                          |
| 1992/93   | Суперліга | 1     |                           |                                          |
| 1993/1994 | Суперліга | 1     |                           |                                          |
| 1994/95   | Суперліга | 1     |                           |                                          |
| 1995/96   | Суперліга | 1     | Кубок України— Переможець |                                          |
| 1996/97   | Суперліга | 1     | Кубок України— Переможець |                                          |
| 1997/98   | Суперліга | 2     |                           |                                          |
| 1998/99   | Суперліга | 3     |                           |                                          |
| 1999/00   | Суперліга | 6     |                           |                                          |
| 2000/01   | Суперліга | 6     |                           |                                          |
| 2001/02   | Суперліга | 10    |                           |                                          |
| 2002/03   | Суперліга | 8     |                           |                                          |
| 2003/04   | Суперліга | 6     |                           |                                          |
| 2004/05   | Суперліга | 7     |                           |                                          |
| 2005/06   | Суперліга | 9     |                           |                                          |
| 2006/07   | Суперліга | 10    |                           |                                          |
| 2007/08   | Суперліга | 9     |                           |                                          |
| 2008/09   | УБЛ       | 2     | Кубок УБЛ — Переможець    |                                          |
| 2009/10   | Суперліга | 2     |                           | Євроліга - Кваліфікація                  |
| 2010/11   | Суперліга | 1     |                           | Єврокубок - Топ 16                       |
| 2011/12   | Суперліга | 4     | Кубок України— Переможець |                                          |
| 2012/13   | Суперліга | 1     |                           | Єврокубок - 1/2                          |
| 2013/14   | Суперліга | 1     | Кубок України— Переможець | Єврокубок - 1/4 Євроліга - Груповий етап |
| 2014/15   | Суперліга | 3     | Кубок України— Переможець |                                          |
| 2016/17   | Суперліга | 1     | Кубок України— Фіналіст   | Ліга чемпіонів ФІБА - Кваліфікація       |
| 2017/18   | Суперліга | 6     | Кубок України— 1/4        |                                          |
| 2020/21   | Суперліга | 7     | Кубок України— Переможець |                                          |
| 2021/22   | Суперліга | 2     |                           |                                          |
| 2022/23   | Суперліга | 1     |                           | Кубок Європи ФІБА - 1/4                  |

## Символіка клубу

### Гімн клубу
Гімном клубу є пісня гурту Друга Ріка, що грає в жанрі бритпоп. Гімн написано українською мовою і представлено у лютому 2009 року. Автором слів став вокаліст гурту Валерій Харчишин.
Ми починаємо цю гру,

Ми пам'ятаємо усіх, хто був із нами,

Хтось не зважав, але ж ми тут,

Ми повернулися, тепер навіки разом.

Знай ти не один,

Біль не зламає, не погаснуть жовто-сині,

Будівельнику,

Ми відстояли честь і славу клуба разом.

Нові гладіатори ідуть,

Комусь в дорогу, ну а нам лиш перемога,

Ми повернулись до мети,

Ми тут надовго, відтепер ми тут назавжди.

Знай, ти не один,

Нас не зламали, нелегкі часи нас знали,

Будівельнику,

Ми повернемо дух і славу клуба разом!

Боже, дай нам сили,

Тримай нас на полі і веди до перемоги,

Боже, дай нам віри,

Подай нам волі і веди високо вгору.